# Monte Cujaru
Il monte Cujaru è un rilievo montuoso situato in territorio di Bonorva, nella Sardegna nord-occidentale. Si erge nella piana di Santa Lucia, anche detta valle dei Nuraghi e raggiunge un'altezza di 486 metri s.l.m.
Il monte è un antico vulcano formato da scorie basaltiche sciolte che presenta ancora ben riconoscibile la struttura craterica. Con una pendenza dei versanti di circa 16°, il cono si eleva rispetto alla base di 130 metri.
Oltre ad alcuni nuraghi, ai piedi del monte si trova la tomba dei giganti di Morette.